# 대한민국의 행정 구역

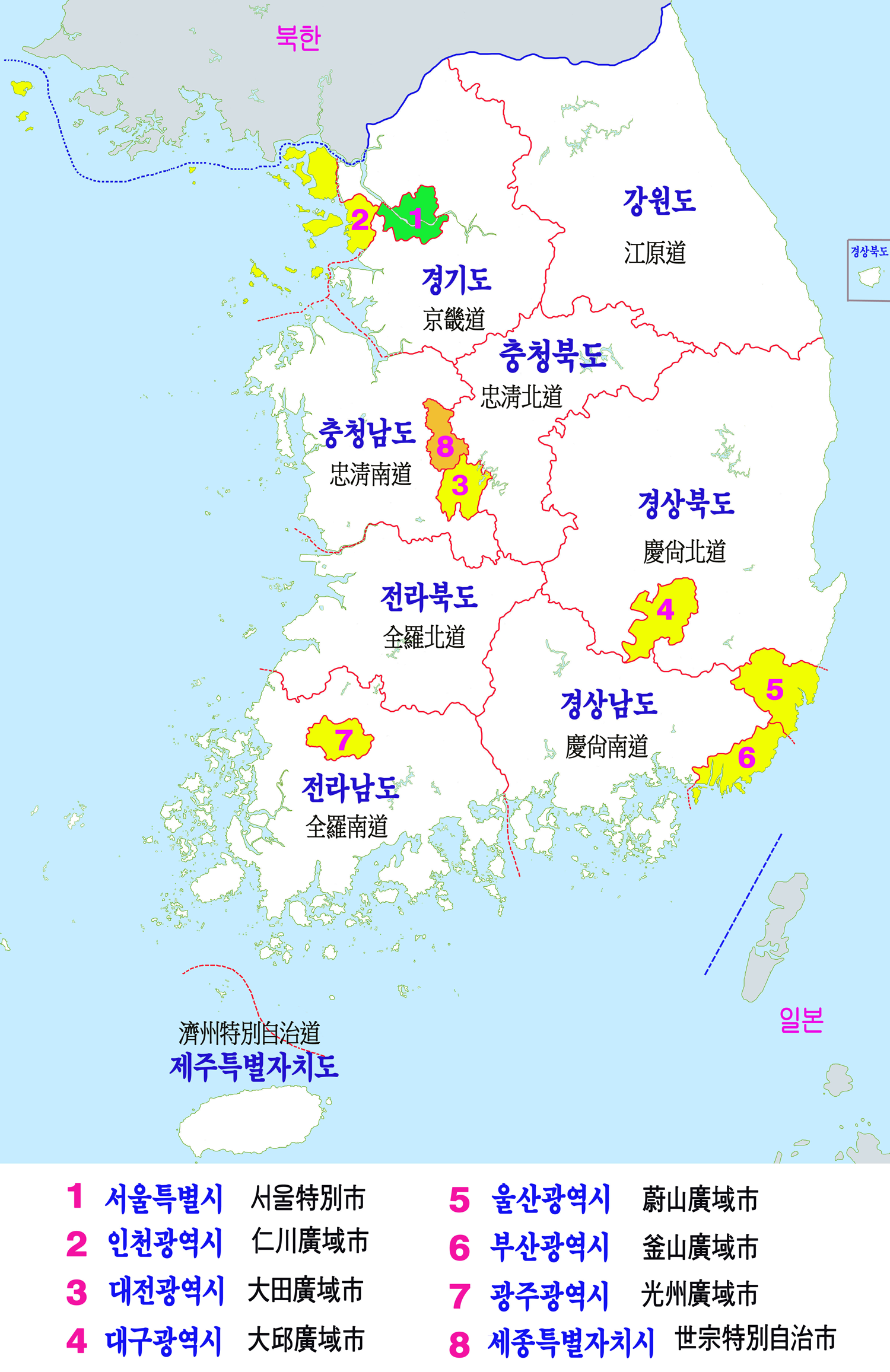
대한민국의 광역행정구역 지도

시, 군, 구 전체 지도

대한민국의 행정 구역(大韓民國의 行政 區域)은 대한민국의 통치권을 행사하는 지역에서 1개의 특별시, 6개의 광역시, 6개의 도, 3개의 특별자치도, 1개의 특별자치시로 구성된다. 이상 총 17개의 행정구역은 광역지방자치단체로 분류된다.
특별시는 자치구로, 광역시는 자치구와 군으로, 도와 강원특별자치도와 전북특별자치도는 자치시와 군으로 하위 행정구역을 둔다. 이상의 행정구역은 기초지방자치단체로 분류된다. 제주특별자치도와 세종특별자치시에는 기초지방자치단체를 두지 않으며, 제주특별자치도에는 자치시가 아닌 행정시를 둔다. 행정시는 제주특별자치도지사 직속으로 그 역할을 하며 기초지방자치단체로서의 권한이 없다. 2019년 12월 기준으로, 8개 도와 6개 광역시에는 총 75개의 자치시와 82개의 자치군이 설치되어 있으며, 특별시와 6개 광역시에는 총 69개의 자치구가 설치되어 있다.
특별시와 광역시를 제외한 인구 50만명 이상의 자치시에는 일반구를 둘 수 있다. 일반구는 기초지방자치단체로서의 권한이 없어, 특별·광역시에 설치된 자치구와 구별된다. 일반구의 구청장은 일반직 지방공무원으로 보(補)하고 시장이 임명한다. 구청장은 시장의 지휘·감독을 받아 소관 국가사무 및 지방자치사무를 맡아 처리하고 소속 직원을 지휘·감독한다.
시(자치시, 행정시)와 구(자치구, 일반구)는 읍·면·행정동으로, 군은 읍·면으로 하위 행정구역을 둔다. 다시 읍·면은 리로, 행정동은 통으로 나뉜다. 통 및 행정리는 말단 행정 구역인 반으로 나뉜다. 통과 반은 실생활에서 거의 사용되지 않는다.

## 행정 구역 단위 구분
| 광역지방자치단체 | 기초지방자치단체 | 비자치구역 | 비자치구역     | 비자치구역 | 비자치구역 |
| ---------------- | ---------------- | ---------- | -------------- | ---------- | ---------- |
| 특별시           | 자치구           | 빈칸       | 행정동         | 통         | 반         |
| 광역시           | 자치구           | 빈칸       | 행정동         | 통         | 반         |
| 자치구, 군       | 읍, 면, 행정동   | 빈칸       | 리             |            | 반         |
| 특별자치시       | 읍, 면, 행정동   | 빈칸       | 빈칸           | 리, 통     | 반         |
| 도               | 읍, 면, 행정동   | 자치시     | 일반구         | 리, 통     | 반         |
| 도               | 군               | 빈칸       | 읍, 면         | 리         | 반         |
| 특별자치도       | 자치시, 군       | 행정시     | 읍, 면, 행정동 | 리, 통     | 반         |

## 행정 구역별 인구 및 면적
- 괄호()는 기초자치단체가 아닌 명목상의 행정 구역이다.

| 행정 구역      | 넓이 (km2) | 인구 (명)  | 시·도청 소재지         | 시   | 군   | 구   | 비고  |
| -------------- | ---------- | ---------- | ---------------------- | ---- | ---- | ---- | ----- |
| 서울특별시     | 605.20     | 9,770,638  | 중구                   | 빈칸 | 빈칸 | 25   |       |
| 부산광역시     | 769.89     | 3,436,230  | 연제구                 | 빈칸 | 1    | 15   |       |
| 대구광역시     | 1,499.5    | 2,362,578  | 중구, 북구             | 빈칸 | 2    | 7    |       |
| 인천광역시     | 1,062.60   | 2,956,063  | 남동구                 | 빈칸 | 2    | 8    |       |
| 광주광역시     | 501.24     | 1,459,208  | 서구                   | 빈칸 | 빈칸 | 5    |       |
| 대전광역시     | 539.35     | 1,487,605  | 서구                   | 빈칸 | 빈칸 | 5    |       |
| 울산광역시     | 1,060.79   | 1,153,735  | 남구                   | 빈칸 | 1    | 4    |       |
| 세종특별자치시 | 464.87     | 320,326    | 보람동                 | 빈칸 | 빈칸 | 빈칸 | [ c ] |
| 경기도         | 10,183.46  | 13,104,696 | 수원시, 의정부시       | 28   | 3    | (17) |       |
| 충청북도       | 7,407.29   | 1,598,868  | 청주시, 옥천군, 제천시 | 3    | 8    | (4)  |       |
| 충청남도       | 8,226.14   | 2,125,372  | 홍성군, 금산군         | 8    | 7    | (2)  |       |
| 전라남도       | 12,318.79  | 1,875,862  | 무안군, 순천시         | 5    | 17   | 빈칸 |       |
| 경상북도       | 18,424.1   | 2,524,067  | 안동시, 포항시         | 10   | 12   | (2)  |       |
| 경상남도       | 10,539.56  | 3,371,016  | 창원시, 진주시         | 8    | 10   | (5)  |       |
| 강원특별자치도 | 16,875.03  | 1,540,445  | 춘천시                 | 7    | 11   | 빈칸 |       |
| 전북특별자치도 | 8,069.05   | 1,832,227  | 전주시                 | 6    | 8    | (2)  |       |
| 제주특별자치도 | 1,849.15   | 667,522    | 제주시                 | (2)  | 빈칸 | 빈칸 | [ c ] |
| 계             | 100,387.4  | 51,829,538 | 빈칸                   | 75   | 82   | 101  |       |

자료: 행정안전부 지방자치단체 행정구역 및 주민등록 인구 (2019년 2월 기준)
1. ↑  동인청사
2. ↑  산격청사
3. 1 2  기초지방자치단체가 없다.
4. ↑  본청사, 경기남부 관할
5. ↑  북부청사, 경기북부 관할
6. ↑  본청사
7. ↑  남부출장소
8. ↑  북부출장소
9. ↑  본청사
10. ↑  남부출장소
11. ↑  본청사
12. ↑  동부지역본부
13. ↑  본청사
14. ↑  동부청사
15. ↑  본청사
16. ↑  서부청사
17. ↑  제주시와 서귀포시는 기초지방자치단체가 아닌 행정시이다.

## 행정 구역 현황

### 서울특별시

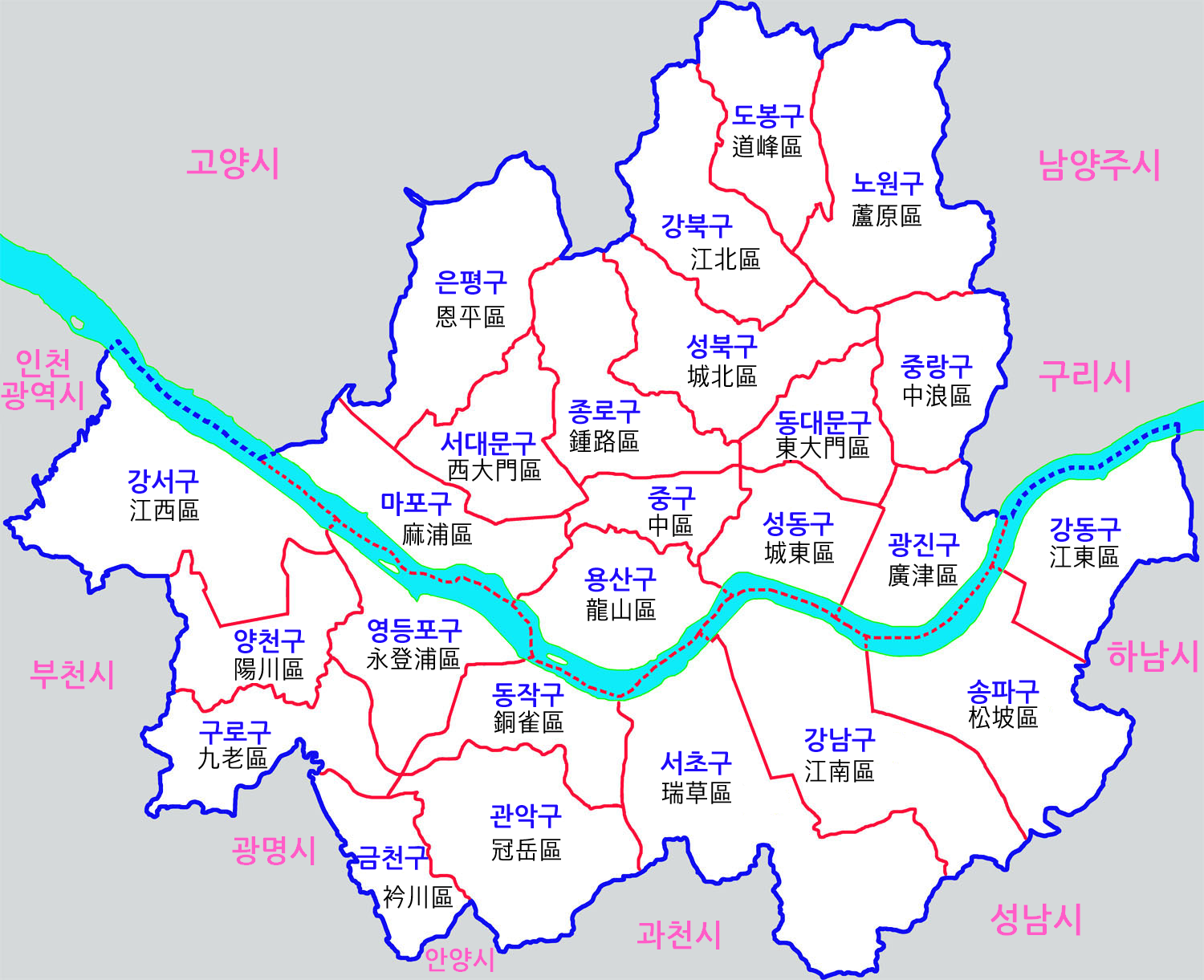

- 자치구
  - 종로구
  - 중구
  - 용산구
  - 성동구
  - 광진구
  - 동대문구
  - 중랑구
  - 성북구
  - 강북구
  - 도봉구
  - 노원구
  - 은평구
  - 서대문구
  - 마포구
  - 양천구
  - 강서구
  - 구로구
  - 금천구
  - 영등포구
  - 동작구
  - 관악구
  - 서초구
  - 강남구
  - 송파구
  - 강동구

### 부산광역시

- 자치구
  - 중구
  - 서구
  - 동구
  - 영도구
  - 부산진구
  - 동래구
  - 남구
  - 북구
  - 강서구
  - 해운대구
  - 사하구
  - 금정구
  - 연제구
  - 수영구
  - 사상구

- 군
  - 기장군

### 대구광역시

군위군은 원래 경상북도의 행정 구역이였지만 2023년 7월 1일부터 대구광역시로 편입되었다.
- 자치구
  - 중구
  - 동구
  - 서구
  - 남구
  - 북구
  - 수성구
  - 달서구

- 군
  - 달성군
  - 군위군

### 인천광역시

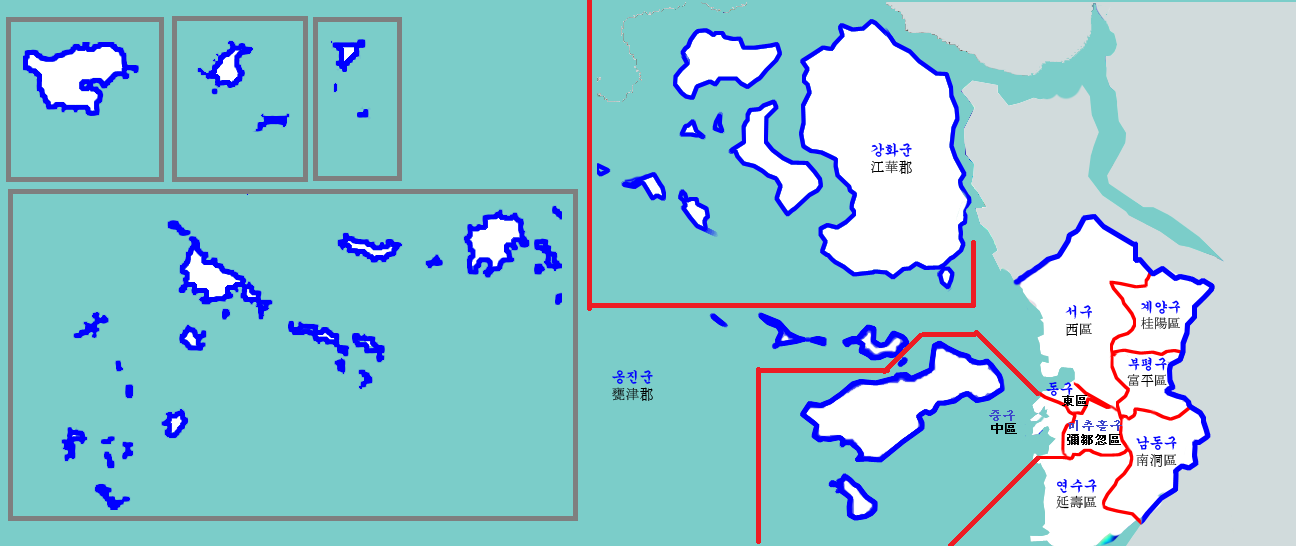

참고로 미추홀구는 2018년 7월 1일전엔 남구라는 지명을 가지고 있었다.
- 자치구
  - 중구
  - 동구
  - 미추홀구
  - 연수구
  - 남동구
  - 부평구
  - 계양구
  - 서구

- 군
  - 강화군
  - 옹진군

### 광주광역시

- 자치구
  - 동구
  - 서구
  - 중구
  - 북구
  - 광산구

### 대전광역시

- 자치구
  - 중구
  - 서구
  - 동구
  - 유성구
  - 대덕구

### 울산광역시

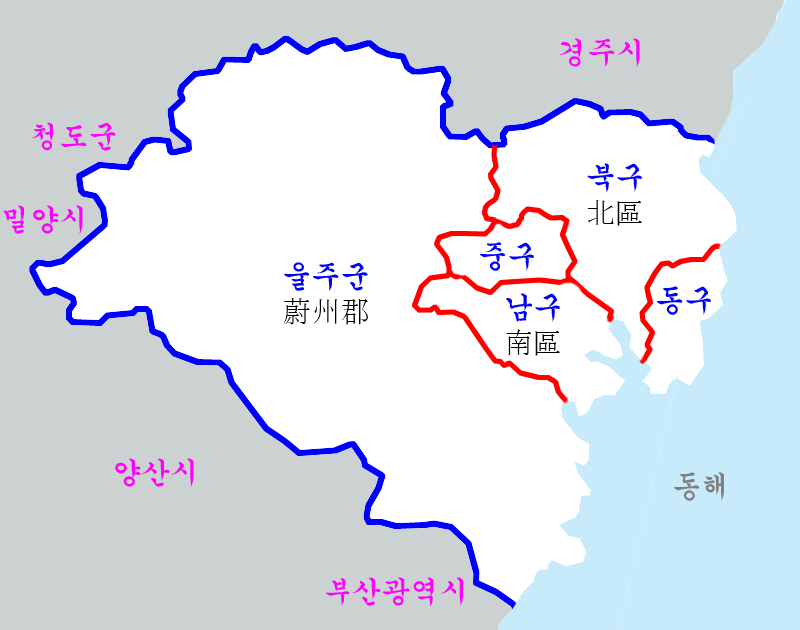

- 자치구
  - 중구
  - 남구
  - 동구
  - 북구
- 군
  - 울주군

### 세종특별자치시

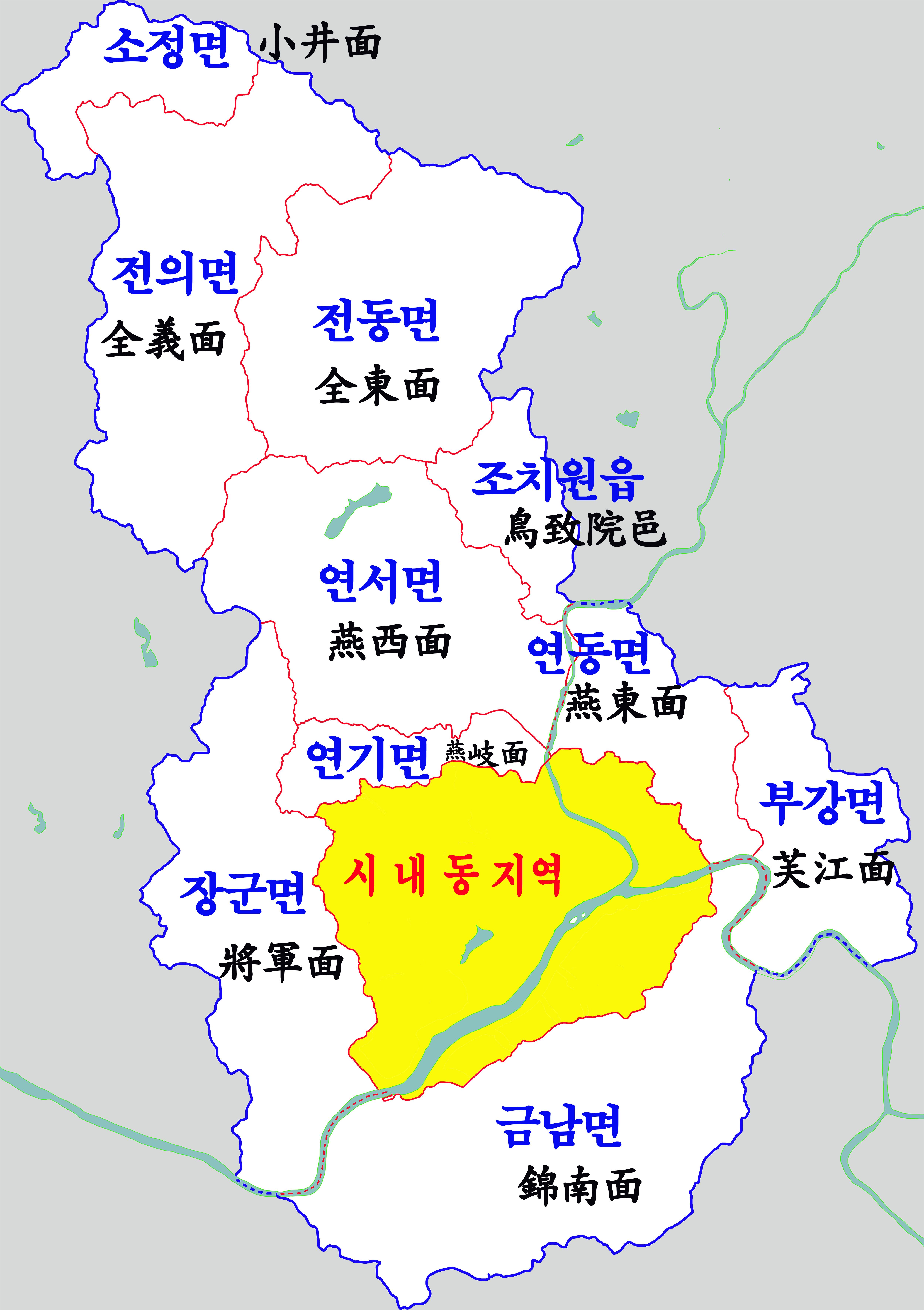

세종특별자치시 시내동구역도

- 세종특별자치시는 하위 행정구역으로 기초지방자치단체를 두지 않는 단층제 광역지방자치단체이다.

- 행정구역
  - 조치원읍
  - 연기면
  - 연동면
  - 부강면
  - 금남면
  - 장군면
  - 연서면
  - 전의면
  - 전동면
  - 소정면
  - 한솔동
  - 새롬동
  - 나성동
  - 다정동
  - 도담동
  - 어진동
  - 해밀동
  - 아름동
  - 종촌동
  - 고운동
  - 보람동
  - 대평동
  - 소담동
  - 반곡동

### 경기도

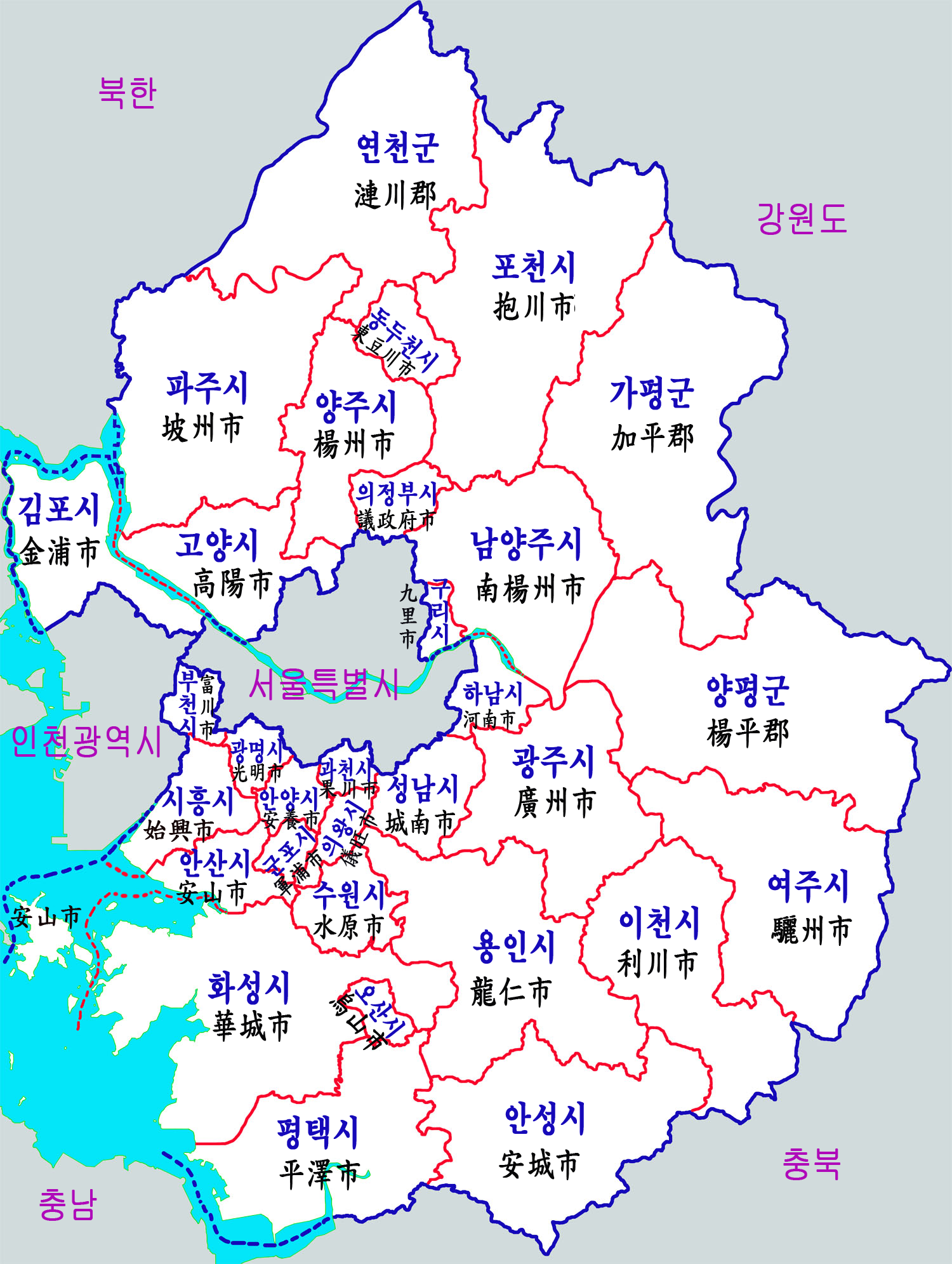

경기도는 도를 효율적으로 관리하기 위해 28시 3군을 남부와 북부로 나누어 관리하고 있다. 현재 경기남부는 수원시에 소재한 경기도청에서, 경기북부는 의정부시에 소재한 경기도청북부청사에서 각종 행정업무를 주관하고 있다. 부천시는 2016년 7월 4일에 책임읍면동제를 도입하여 행정구(소사구, 원미구, 오정구)를 폐지하였다가 2024년 1월 1일에 복원하였다. 또한 2024년에는 경기북부특별자치도 새이름 공모전을 하기도 했었는데 당선이름이 '평화누리특별자치도'여서 논란이 되기도 했다.
- - 수원시
    - 장안구
    - 권선구
    - 팔달구
    - 영통구

  - 성남시
    - 수정구
    - 중원구
    - 분당구

  - 의정부시
  - 안양시
    - 만안구
    - 동안구

  - 부천시
    - 원미구
    - 소사구
    - 오정구

  - 광명시
  - 동두천시
  - 평택시
  - 안산시
    - 상록구
    - 단원구

  - 고양시
    - 덕양구
    - 일산동구
    - 일산서구

  - 과천시
  - 구리시
  - 남양주시
  - 오산시
  - 시흥시
  - 군포시
  - 의왕시
  - 하남시
  - 용인시
    - 처인구
    - 기흥구
    - 수지구

  - 파주시
  - 이천시
  - 안성시
  - 김포시
  - 화성시
  - 광주시
  - 양주시
  - 포천시
  - 여주시

- 군
  - 연천군
  - 가평군
  - 양평군

### 충청북도

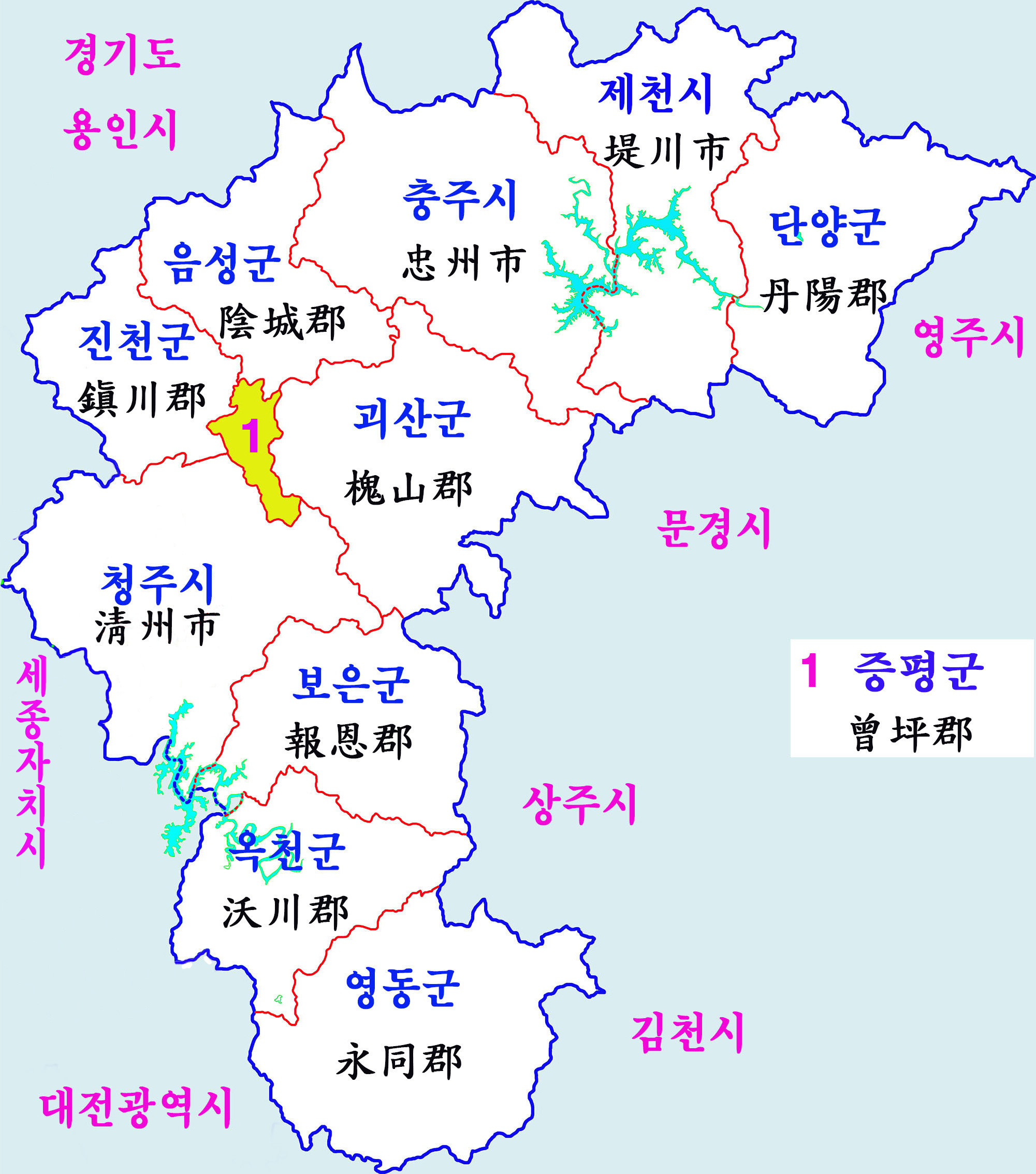

- 자치시
  - 청주시
    - 상당구
    - 흥덕구
    - 서원구
    - 청원구

  - 충주시
  - 제천시

- 군
  - 보은군
  - 옥천군
  - 영동군
  - 증평군
  - 진천군
  - 괴산군
  - 음성군
  - 단양군

### 충청남도

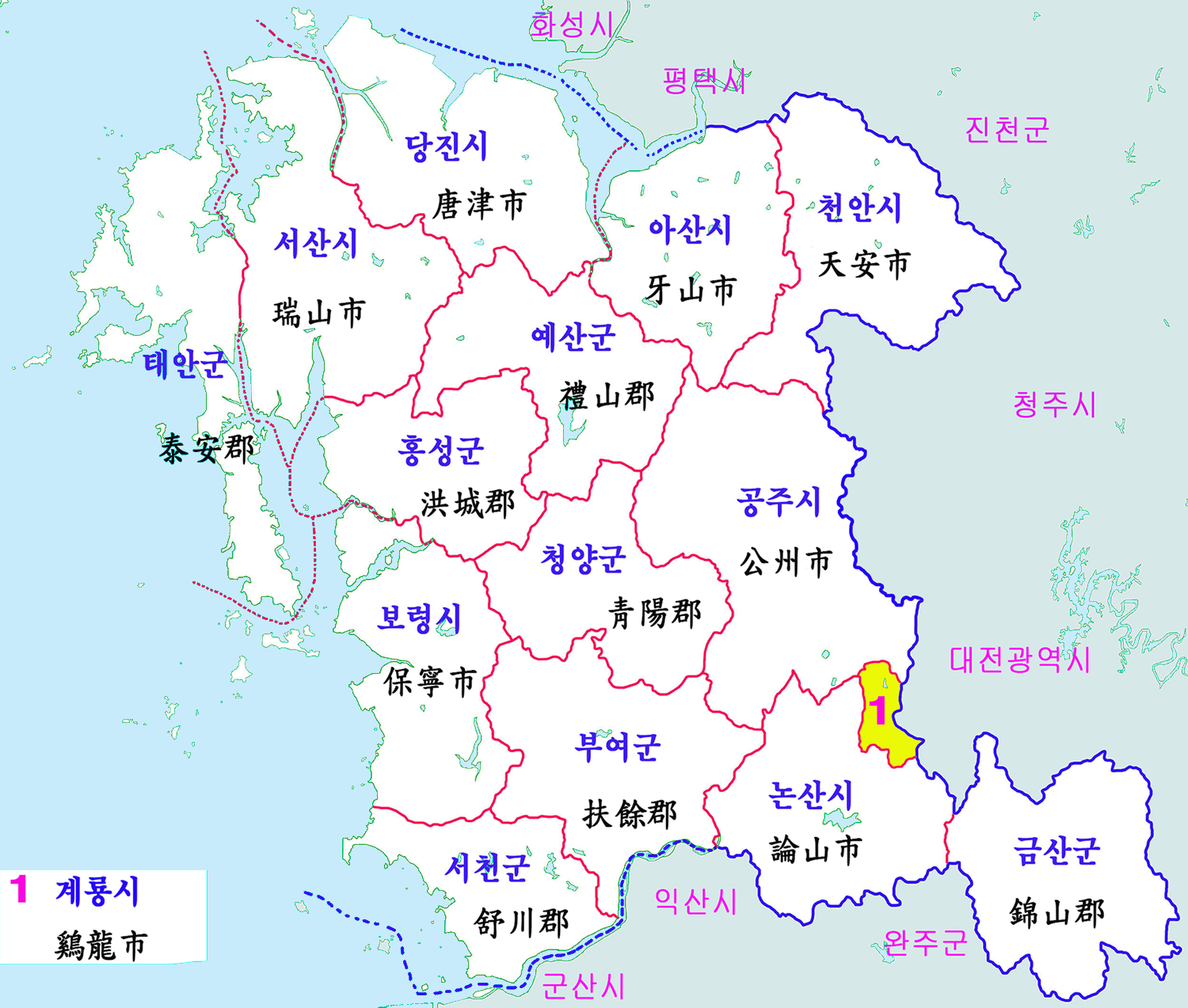

- 자치시
  - 천안시
    - 동남구
    - 서북구

  - 공주시
  - 보령시
  - 아산시
  - 서산시
  - 논산시
  - 계룡시
  - 당진시

- 군
  - 금산군
  - 부여군
  - 서천군
  - 청양군
  - 홍성군
  - 예산군
  - 태안군

### 전라남도

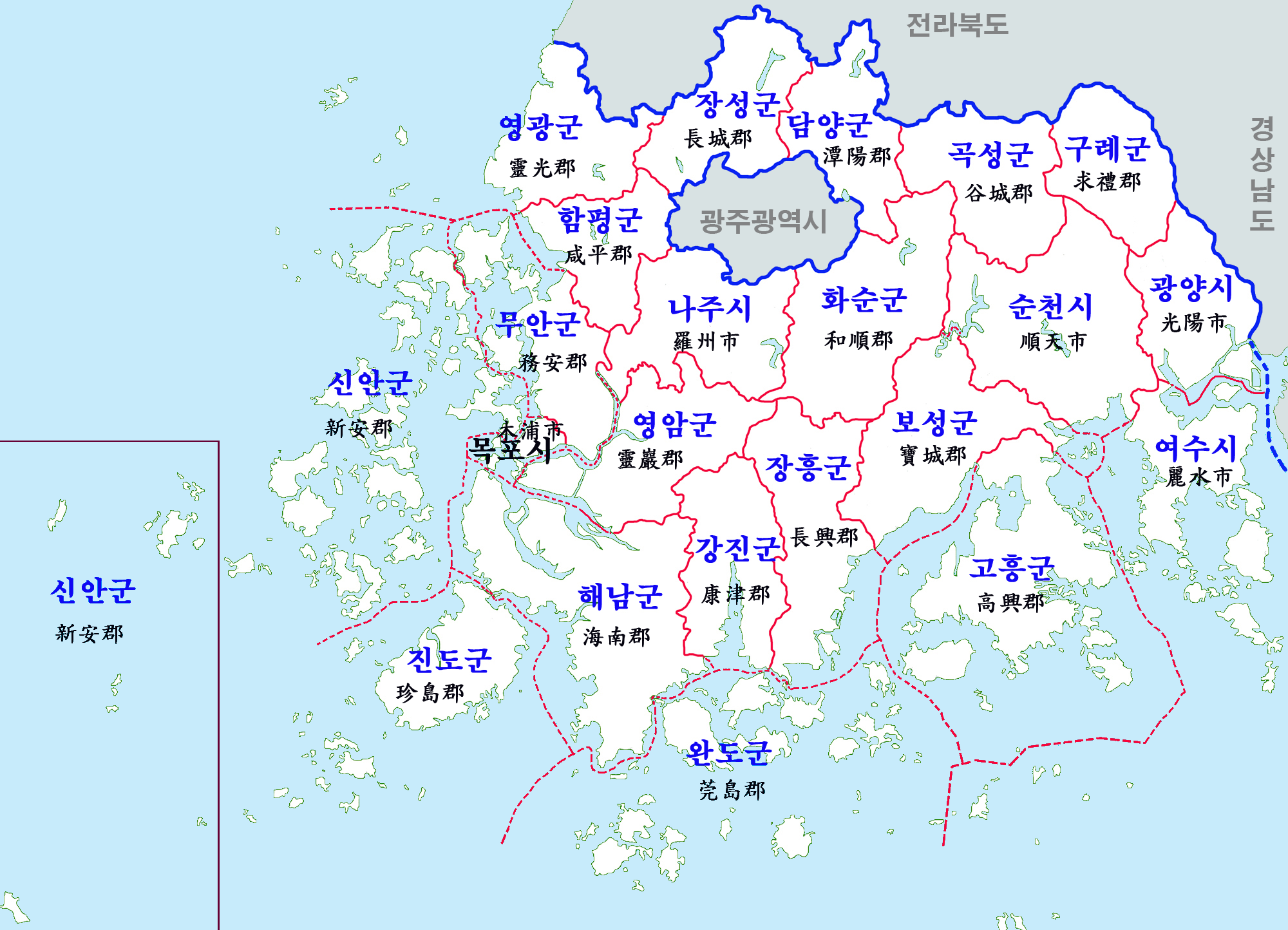

- 자치시
  - 목포시
  - 여수시
  - 순천시
  - 나주시
  - 광양시

- 군
  - 담양군
  - 곡성군
  - 구례군
  - 고흥군
  - 보성군
  - 화순군
  - 장흥군
  - 강진군
  - 해남군
  - 영암군
  - 무안군
  - 함평군
  - 영광군
  - 장성군
  - 완도군
  - 진도군
  - 신안군

### 경상북도

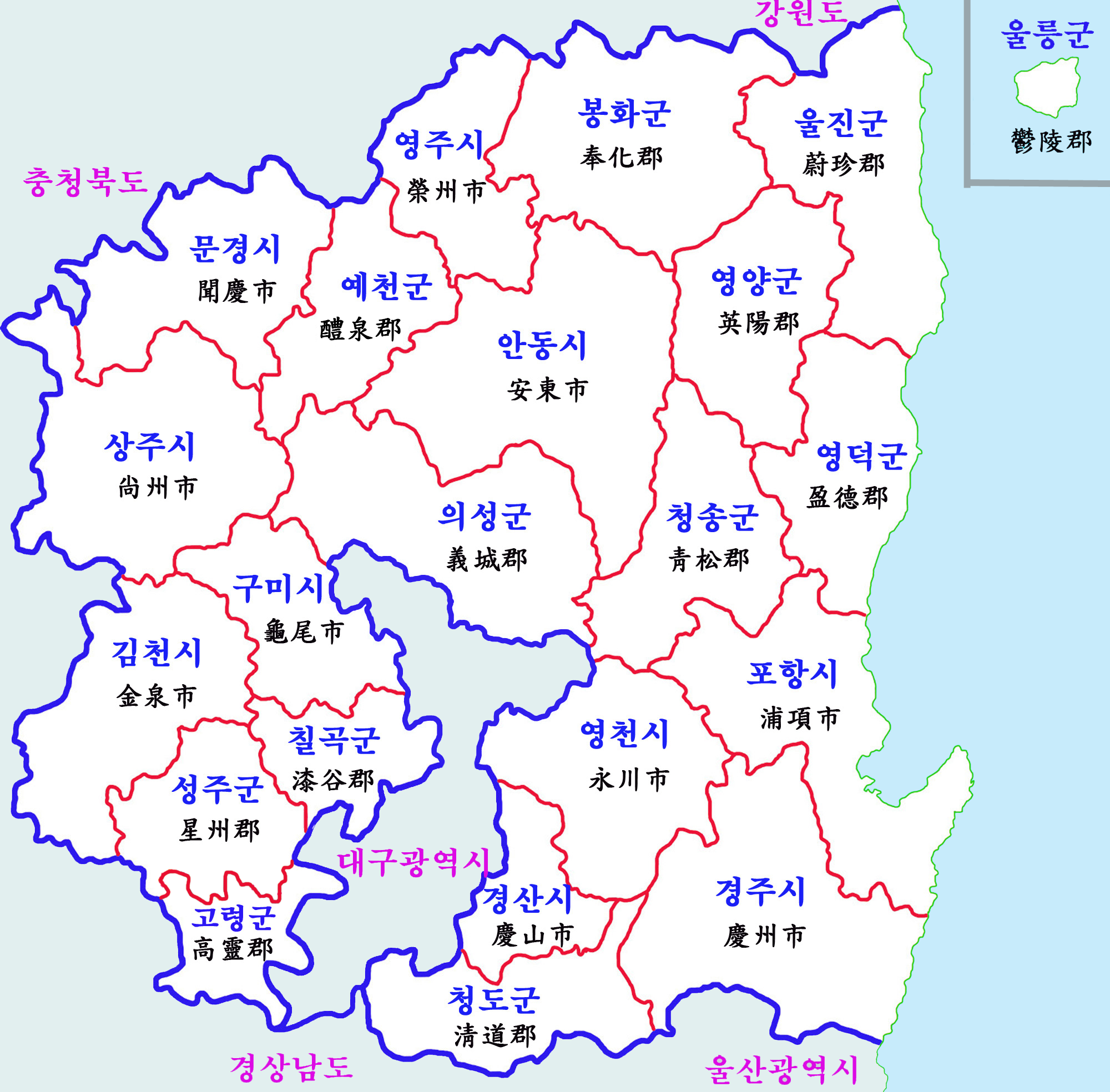

- 자치시
  - 포항시
    - 남구
    - 북구

  - 경주시
  - 김천시
  - 안동시
  - 구미시
  - 영주시
  - 영천시
  - 상주시
  - 문경시
  - 경산시

- 군
  - 의성군
  - 청송군
  - 영양군
  - 영덕군
  - 청도군
  - 고령군
  - 성주군
  - 칠곡군
  - 예천군
  - 봉화군
  - 울진군
  - 울릉군

### 경상남도

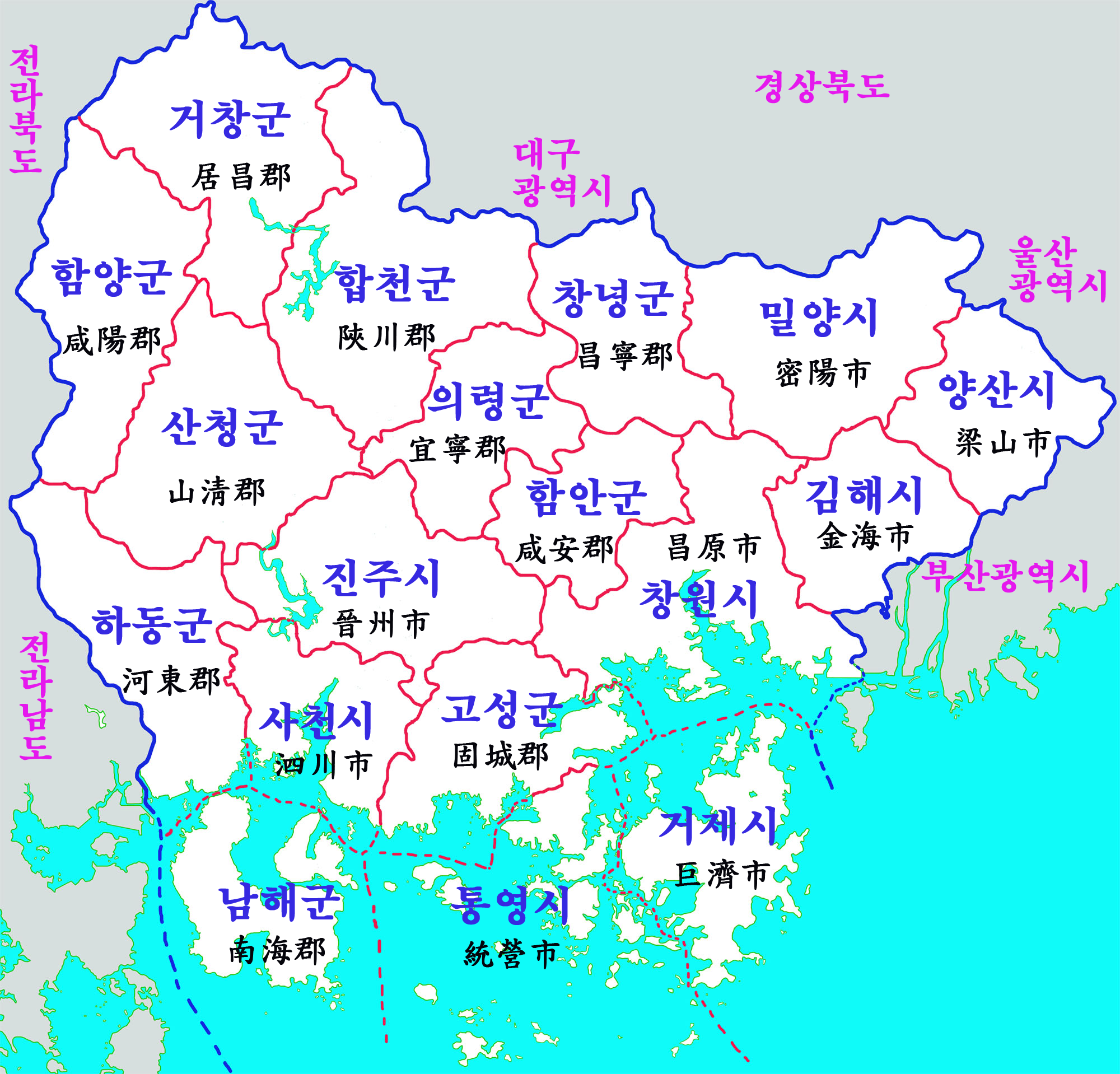

- 자치시
  - 창원시
    - 마산회원구
    - 마산합포구
    - 성산구
    - 의창구
    - 진해구

  - 진주시
  - 통영시
  - 사천시
  - 김해시
  - 밀양시
  - 거제시
  - 양산시

- 군
  - 의령군
  - 함안군
  - 창녕군
  - 고성군
  - 남해군
  - 하동군
  - 산청군
  - 함양군
  - 거창군
  - 합천군

### 강원특별자치도

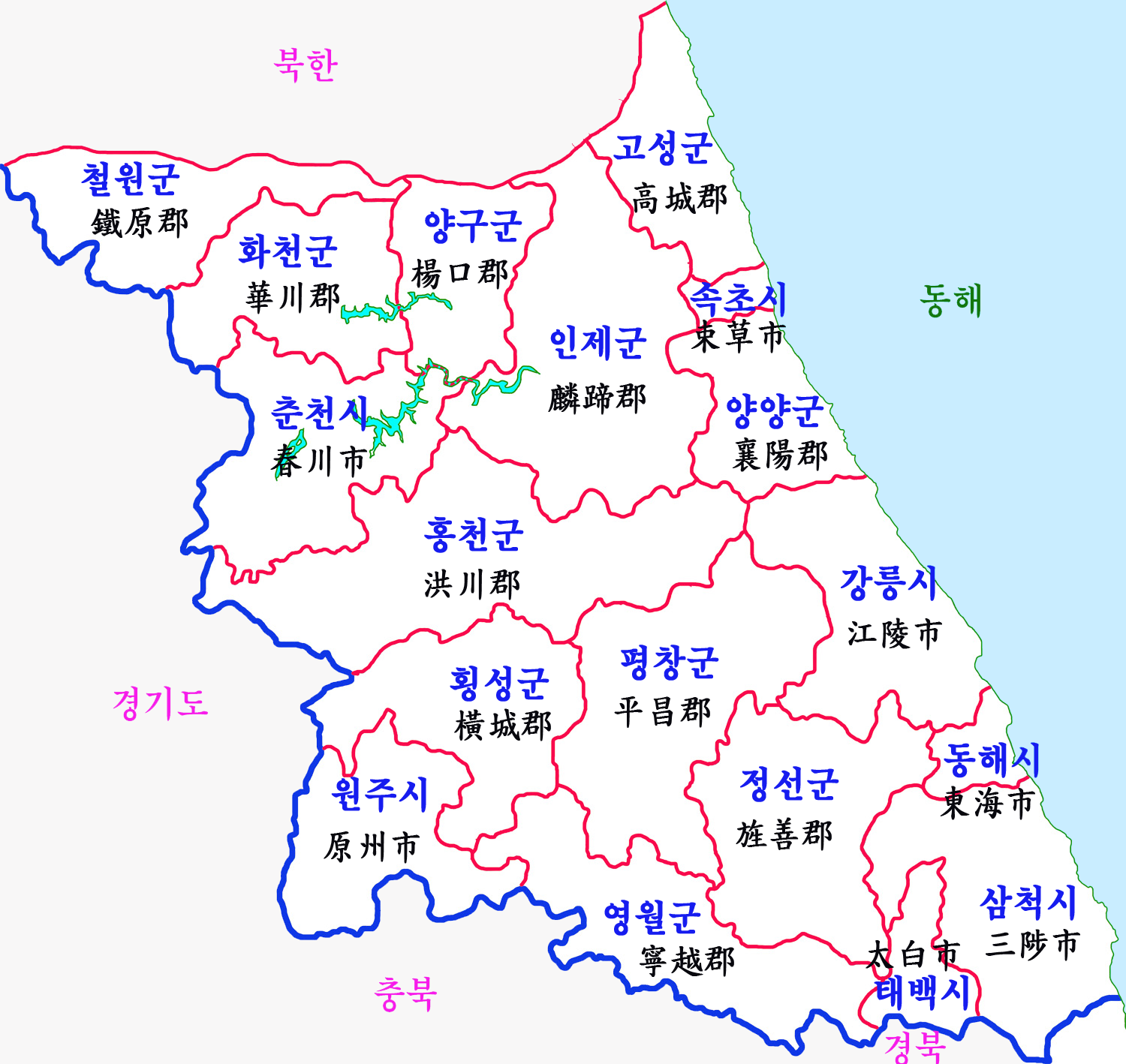

- 자치시
  - 춘천시
  - 원주시
  - 강릉시
  - 동해시
  - 태백시
  - 속초시
  - 삼척시

- 군
  - 홍천군
  - 횡성군
  - 영월군
  - 평창군
  - 정선군
  - 철원군
  - 화천군
  - 양구군
  - 인제군
  - 고성군
  - 양양군

### 전북특별자치도

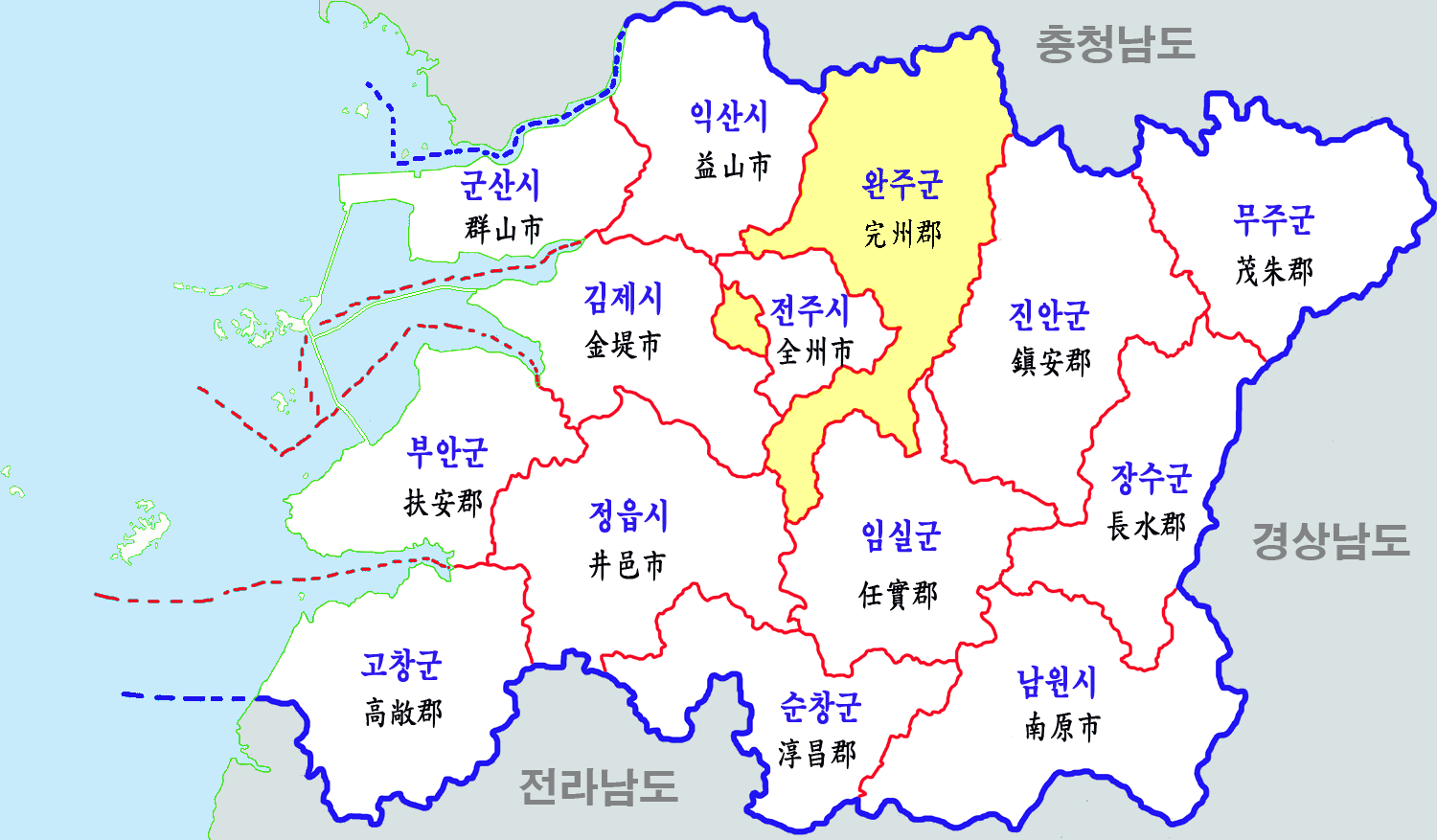

- 자치시
  - 전주시
    - 완산구
    - 덕진구

  - 군산시
  - 익산시
  - 정읍시
  - 남원시
  - 김제시

- 군
  - 진안군
  - 완주군
  - 무주군
  - 장수군
  - 임실군
  - 순창군
  - 고창군
  - 부안군

### 제주특별자치도

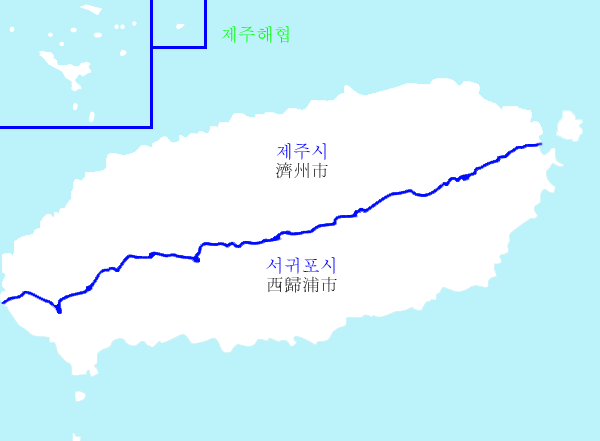

제주특별자치도는 하위 행정구역으로 기초지방자치단체를 두지 않는 단층제 광역지방자치단체이다. 행정시는 기초지방자치단체가 아니다.
- 행정시
  - 제주시
  - 서귀포시

## 역사

### 미군정기
- 1945년 11월 2일 : 경기도, 강원도, 충청남도, 충청북도, 전라남도, 전라북도, 경상남도, 경상북도의 8도로 구성 (군정법령 21호)
- 1946년 8월 1일 : 제주도 신설 (군정법령 제94호)
- 1946년 9월 28일 : 서울특별자유시 설치 (군정법령 제106호)

### 정부 수립 이후
- 1949년 8월 15일 : 서울특별자유시를 서울특별시로 개편 (지방자치법, 법률 제32호)
- 1963년 1월 1일 : 부산시 설치 (부산시정부직할에관한법률, 법률 제1173호)
- 1981년 4월 4일 : 부산시를 부산직할시로 개편 (지방자치에관한임시조치법, 법률 제3412호)
- 1981년 7월 1일 : 대구직할시, 인천직할시 설치 (대구직할시및인천직할시설치에관한법률, 법률 제 3424호)
- 1986년 11월 1일 : 광주직할시 설치 (광주직할시및송정시설치에관한법률, 법률 제3808호)
- 1988년 1월 1일 : 전라남도 광산군과 송정시를 광주직할시에 편입
- 1989년 1월 1일 : 충청남도 대전시와 대덕군[8]에 대전직할시 설치, 대덕군 진잠면 남선리를 충청남도 논산군 두마면에 편입 (대전직할시설치에관한법률, 법률 제4049호)
- 1995년 1월 1일 : 직할시의 명칭을 광역시로 변경 (지방자치법, 법률 제4789호), 도농복합도시 설치로 시와 군 통합
- 1995년 3월 1일 : 경기도 강화군을 인천광역시로, 경상북도 달성군을 대구광역시로, 경상남도 양산군 일부(옛 동래군 지역)를 부산광역시로 편입.
- 1996년 3월 1일 : 충청남도 논산군을 논산시로 승격. 논산읍을 취암동과 부창동으로 분리.
- 1997년 7월 15일 : 울산광역시 설치 (울산광역시설치등에관한법률, 법률 제5243호)
- 2003년 9월 19일 : 충청남도 논산시 두마면 일원에 계룡시 설치 (충청남도 계룡시 도농복합형태의 시 설치 등에 관한 법률)
- 2006년 7월 1일 : 제주도를 제주특별자치도로 개편, 북제주군을 제주시로, 남제주군을 서귀포시로 편입 및 자시시 폐지(제주특별자치도 설치 및 국제자유도시 조성을 위한 특별법, 법률 제7849호)
- 2010년 7월 1일 : 경상남도 마산시, 진해시, 창원시 통합. 통합시 명칭은 창원시가 됨.
- 2012년 1월 1일 : 충청남도 당진군을 관할로 도농복합 형태의 당진시 설치[9], 당진읍을 당진1동,당진2동,당진3동으로 개편
- 2012년 7월 1일 : 세종특별자치시 설치 (세종특별자치시 설치 등에 관한 특별법, 법률 제10419호)
- 2013년 9월 23일 경기도 여주군 일원이 여주시로, 가남면은 가남읍으로 승격. 여주읍은 여흥동, 중앙동, 오학동으로 분동, 산북면 하품리가 명품리, 주어리로 분할.
- 2014년 7월 1일 : 충청북도 청주시와 청원군 통합. 통합시 명칭은 청주시가 됨 (충청북도 청주시 설치 및 지원특례에 관한 법률, 볍률 제17893호)
- 2016년 7월 4일: 경기도 부천시가 책임읍면동제 시행으로 원미구, 소사구, 오정구 폐지
- 2023년 6월 11일 : 강원도를 강원특별자치도로 개편 (강원특별자치도 설치 등에 관한 특별법, 법률 제18875호)
- 2023년 7월 1일 : 경상북도 군위군을 대구광역시로 편입(경상북도와 대구광역시 간 관할구역 변경에 관한 법률, 법률 제19155호)
- 2024년 1월 1일: 경기도 부천시가 책임읍면동제를 폐지하고 원미구, 소사구, 오정구를 재설치[10]
- 2024년 1월 18일 : 전라북도를 전북특별자치도로 개편(전북특별자치도 설치 등에 관한 특별법안(대안))

## 휴전선 이북 지역의 행정 구역
대한민국 헌법 제3조는 대한민국의 영토는 한반도와 그 부속도서로 한다고 되어 있다. 따라서 대한민국 헌법은 조선민주주의인민공화국을 주권 국가로 인정하지 않으며, 휴전선 이북 지역도 대한민국의 영토로 간주한다. 그러므로 휴전선 이북 지역의 행정 구분은 조선민주주의인민공화국의 행정 구역을 인정하지 않고 1945년 광복 당시의 행정 구역 구분을 따르고 있다. 대한민국 정부는 이북5도에 관한 특별조치법에 따라 행정안전부 산하에 이북5도위원회를 두고 있으며 도지사 및 시장·군수, 읍·면장을 임명하고 있다.

이북 5도의 지도

| 깃발 | 행정 구역                    | 넓이 (km2) | 도청 소재지 | 시 수 | 군 수 |
| ---- | ---------------------------- | ---------- | ----------- | ----- | ----- |
|      | 함경북도                     | 20,346     | 청진시      | 3     | 11    |
|      | 함경남도                     | 31,977     | 함흥시      | 3     | 16    |
|      | 평안북도                     | 28,443     | 신의주시    | 1     | 19    |
|      | 평안남도                     | 14,939     | 평양시      | 2     | 14    |
|      | 황해도                       | 16,737     | 해주시      | 3     | 17    |
|      | (휴전선 이북) 경기도         | 1,280      | (수원시)    | 1     | 2     |
|      | 강원특별자치도 (휴전선 이북) | 11,091     | (춘천시)    | 빈칸  | 5     |

## 같이 보기
- 대한민국의 주소
- 대한민국의 지방자치단체
- 대한민국의 지방관청
- 한국의 행정 구역
- 일제강점기의 행정 구역
- 조선민주주의인민공화국의 행정 구역
- 대한민국의 행정 구역 목록
- 대한민국의 기초자치단체 목록
- 대한민국의 도청 소재지
- 특별시
- 광역시
- 대한민국의 도
- 대한민국의 구
- 대한민국의 군
- 특별자치도
- 특별자치시
- 특례시
- 행정동
- 법정동
- ISO 3166-2:KR
- 도농복합시
- 출장소
- 광역지방자치단체
- 기초지방자치단체